# Radzionków
Radzionków é um município da Polônia, na voivodia da Silésia e no condado de Tarnowskie Góry. Estende-se por uma área de 13,20 km², com 16 818 habitantes, segundo os censos de 2019, com uma densidade de 1274 hab/km².